# 조선로동당 중앙위원회 검열위원회

조선로동당의 구조

조선로동당 중앙위원회 검열위원회(朝鮮勞動黨中央委員會檢閱委員會) 또는 조선로동당 중앙검열위원회(朝鮮勞動黨中央檢閱委員會)는 조선민주주의인민공화국 조선로동당의 조직규율을 적용, 해제하는 실무를 전담한다. 당 규약에 의하면, 반당 반혁명 종파행위 및 기타 당의 유일사상에 어긋나는 행위를 하거나 당의 노선과 정책 및 규약을 준수하지 않는 당원에게 책임을 묻을 수 있다. 

## 조직
- 위원장: 리상원
- 제1부위원장: 정명학
- 부위원장: 리득남
- 위원: 김영환, 김금철, 김용선, 김명철

## 역대 위원장
- 전문섭: 1992년 ~
- 박용석: 1999년 9월 ~ 2007년 3월 17일
- 김국태: 2010년 9월 ~ 2013년 12월 13일
- 홍인범: 2016년 5월 ~ 2017년 10월
- 조연준: 2017년 10월 ~ 2019년 12월
- 리상원: 2019년 12월 31일 ~ 2021년 1월

## 같이 보기
- 조선로동당 중앙위원회 정치국
  - 조선로동당 중앙위원회 정치국 상무위원회
- 조선로동당 중앙위원회 비서국